# ستراشوو (استان اشوی‌داشکسیه)
ستراشوو (به لهستانی:  Straszów) یک روستا در لهستان است که در گمینا منگوو واقع شده‌است. ستراشوو ۳۰۵ نفر جمعیت دارد.